# بيلو (ملك)
بيلو، أو بي-لو-أو، كان الملك الأشوري من الفترة المبكرة وفقا لقائمة ملوك آشور الذي ذكر فيها أنه الرابع عشر من أصل سبعة عشر ملكا مِن مَن عاشوا في الخيام. وكثيرا ما تم تفسيره على أنها قائمة أسلاف الملك الأموري شمشي أدد الأول الذي غزا مدينة آشور. وتذكر قائمة الملوك أنه خليفة الملك أبازو. وأن أزراح قد خلفه في الحكم.